# Panoramio

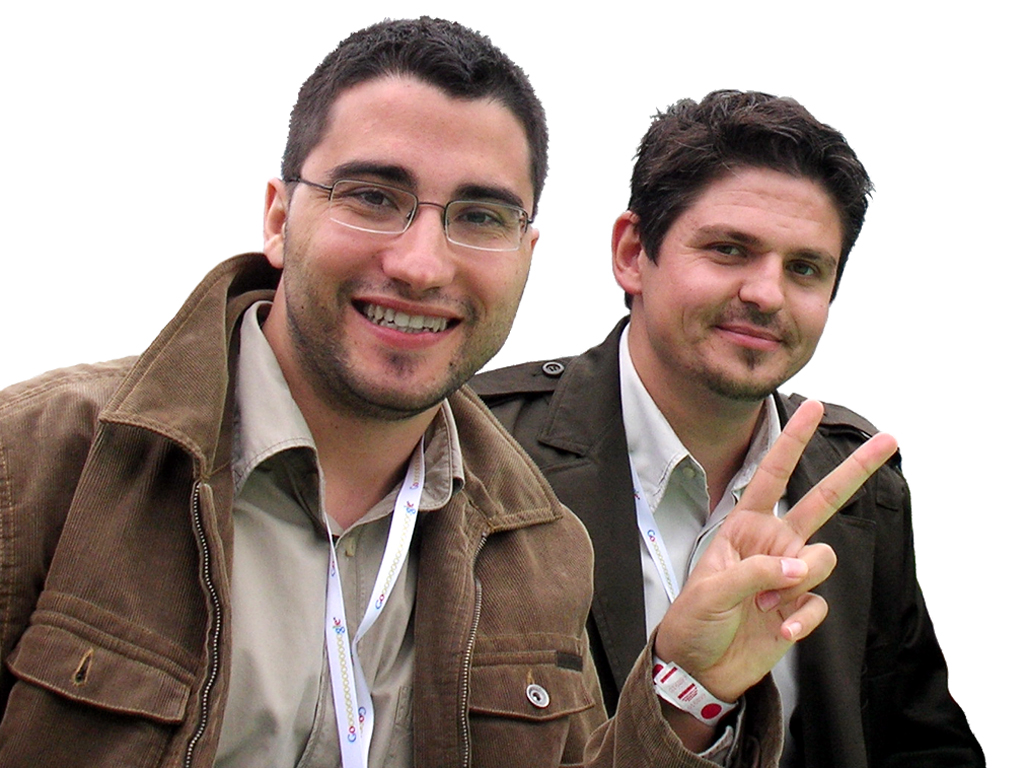
Die Panoramio-Gründer Joaquín Cuenca und Eduardo Manchón (2006)

Panoramio war ein Foto-Sharing-Dienst zur Veröffentlichung georeferenzierter Fotografien (Geo-Imaging) im Besitz des US-amerikanischen Unternehmens Google Inc. Neben der Veröffentlichung auf der eigentlichen Website wurden Fotos, die über einen Geo-Tag verfügen, in unregelmäßigen Abständen in das Programm Google Earth und weitere Online-Dienste wie 4UMaps integriert. Der Dienst wurde am 4. November 2016 eingestellt, jedoch war der Panoramio-Layer in Google Earth noch bis Januar 2018 verfügbar.

## Geschichte
Panoramio wurde im Sommer 2005 von den spanischen Unternehmern Joaquín Cuenca Abela und Eduardo Manchón Aguilar gegründet. Das älteste verfügbare Bild wurde am 29. Juli 2005 veröffentlicht. Die offizielle Markteinführung erfolgte zum 3. Oktober 2005.
Einige Wochen danach stellte Panoramio erste KML-Dateien zur Verfügung, die die Darstellung von Panoramio-Bildern mit Google Earth erlaubten. Im Dezember 2006 wurde Panoramio – zusammen mit Wikipedia – als erster externer Anbieter in den sogenannten geographic web layer von Google Earth aufgenommen. Ab 2006 stand auch eine deutschsprachige Benutzeroberfläche zur Verfügung.
Panoramio gab am 19. März 2007 bekannt, dass eine Million Fotos zu Panoramio hochgeladen wurden. Drei Monate später, am 27. Juni 2007, lud einer der über 600.000 angemeldeten Nutzer das zweimillionste Foto hoch.
Im Mai 2007 gab Google die Übernahme von Panoramio bekannt.
Im Oktober 2007 hatten eine Million Nutzer fünf Millionen Bilder hochgeladen. Ende Oktober 2016 überstieg die Nummerierung der hochgeladenen Bilddateien die Zahl 134 Millionen. Es ist jedoch nicht bekannt, wie viele georeferenzierte Bilder bei Panoramio tatsächlich abrufbar waren, da zahlreiche Bilder durch die Nutzer selbst oder durch Panoramio zwischenzeitlich wieder gelöscht wurden. Die Zahl der Panoramio-Fotos, die von der API abgefragt werden konnten, betrug zur selben Zeit etwa 72,5 Millionen.
Im September 2014 funktionierte Panoramio in 47 Sprachversionen.
Seit der Übernahme durch Google wurden georeferenzierte Bilder neben Google Earth auch zur Illustrierung von Google Maps, Google Search und Google Street View genutzt.

## Entwicklung
Im Vorfeld der Photokina 2014 gab Google am 16. September 2014 bekannt, Panoramio in „absehbarer Zeit“ einzustellen und in den im Juli 2013 gestarteten Dienst Views im Rahmen von Google Maps zu migrieren. Dabei sollten solche populären Panoramio-Funktionen wie Kommentare, Lieblingsfotografen und auch Gruppen verlorengehen. Am 23. September 2014 veröffentlichten die Gründer Joaquín Cuenca Abela, Jose Florido Conde und Eduardo Manchón Aguilar die an Google gerichtete Petition Google: Keep The Panoramio Community Alive gegen die Schließungspläne, die über 10.000 Unterschriften von Panoramiobenutzern und anderen Interessierten erzielte. Die Proteste und die Petition machten Schlagzeilen in diversen Internetmedien.
Am 2. Juni 2015 wurde bekannt, dass Google seine Planung zu Panoramio überarbeiten und vorläufig den Dienst unverändert weiterbetreiben werde, bis eine bessere Lösung entwickelt werde.
Im August 2015 wurde Views eingestellt und damit noch vor Panoramio. Die dort hochgeladenen Fotos wurden zu Google Fotos überführt.
Am 5. Oktober 2016 informierte Google die Panoramio-Nutzer über die Einstellung des Dienstes zum 4. November 2016. Die Nutzer konnten noch ein Jahr auf ihre Bilddateien zugreifen, jedoch keine neuen Bilder hochladen und keine Kommentare oder Likes veröffentlichen. Die Bilder derjenigen Nutzer, die ihr Panoramio-Konto freiwillig mit einem Google-Konto verknüpften, wurden zu Google Fotos bzw. dem Google Album Archive überführt und von dort aus einige Zeit später teilweise wieder bei Google Maps und Google Earth angezeigt. Hierfür war aber eine vorherige Verknüpfung der Fotos bei Panoramio mit einem Point of Interest (POI) notwendig. Die dort nicht verknüpften Fotos wurden zunächst als nichtöffentlich abgespeichert. Man konnte sie aber bei Google Fotos nachträglich mit einem POI verbinden. Etwa 2,3 Millionen Bilder, welche unter einer Creative-Commons-Lizenz veröffentlicht wurden, sind mithilfe eines Bots in das Wikimedia-Commons-Projekt übertragen worden. Viele weitere Bilder sind über die Wayback Machine oder Archive.today verfügbar, wenn die Originaladresse bekannt ist. Inzwischen gibt es Ansätze, die Koordinaten der archivierten Fotos auszulesen und in einer Kartenapplikation darzustellen.

## Funktionsweise

### Akzeptierte Medien
Panoramio akzeptierte nur Fotos des jeweiligen Nutzers. Diese mussten „echte Fotos“ sein. Weiterhin sollten Fotos nicht akzeptiert werden, die
- von anderen Personen als dem Nutzer aufgenommen wurden
- Werbung im Bild oder im Titel enthalten
- sexuell explizit, diskriminierend, fremdenfeindlich oder rassistisch sind

Jedes Foto durfte nicht größer als 25 Megabyte sein. Eine Akzeptanz für Panoramio führte nicht automatisch zur Übernahme in die Geoinformationssysteme. Mit einem monatlichen Wettbewerb und Sachpreisen belohnte der Betreiber bis September 2013 das Hochladen hochwertiger Fotografien.

### Gruppen
Seit Ende 2011 war es möglich, einzelne Fotos einer oder mehreren Gruppen zuzuordnen. Hierbei handelte es sich um Vereinigungen verschiedener Interessen, Fototechniken oder auch Gegenden oder Länder. Fotografen nutzten die Funktion gern, um neuen Fotos schnell zu vielen Klicks zu verhelfen.

### Georeferenzierung und Geoinformationssysteme

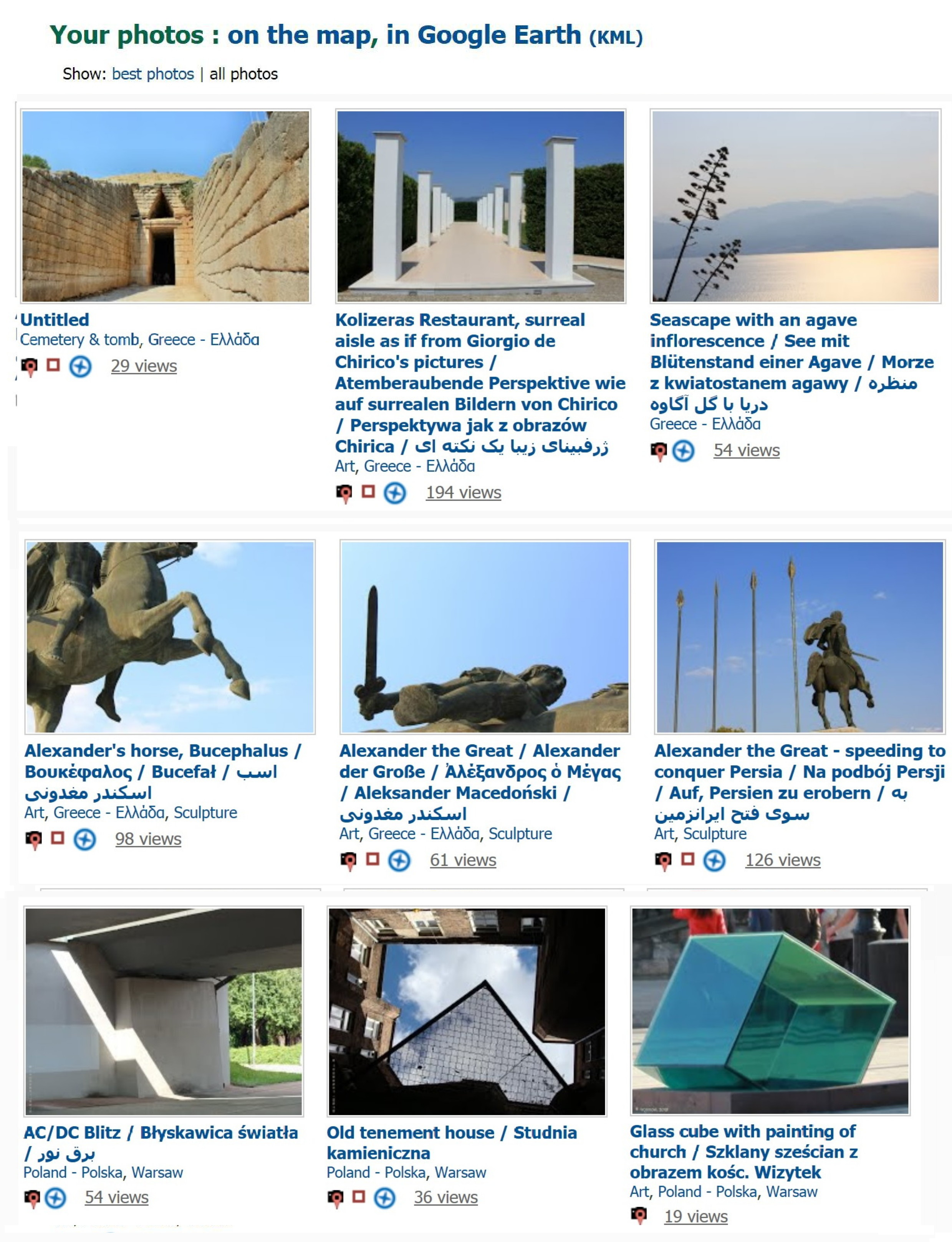
Beispiel einer Panoramio-Seite (Benutzerin 656563), auf der man Geotagginginformationen und andere Optionen sieht.

Die Georeferenzierung konnte manuell durch den Nutzer oder durch das Hochladen von vorab geokodierten Bildern erfolgen. Zur manuellen Georeferenzierung stand Kartenmaterial der Mutterfirma zur Verfügung; alternativ konnten schon bekannte Koordinaten eingegeben werden. Panoramio riet, den Standort des Fotografen und nicht den Ort des Fotomotivs zu kodieren. Der Anbieter räumte anderen Nutzern die Möglichkeit ein, Positionsänderungen für fehlplatzierte Bilder vorzuschlagen. Dies konnte nur einmal innerhalb des Lebenszyklus eines Bildes erfolgen. Später erkannte das System manchmal selbst Fehlplatzierungen und schlug eine passende Position vor, welche vom Benutzer noch bestätigt werden musste.
Panoramio gab an, die hochgeladenen Bilder zu prüfen und nur Bilder, die Orte, Landschaften oder Ähnliches zeigen, an Googles Geoinformationssysteme weiterzureichen. Bilder, die vornehmlich Menschen, Autos, Innen- oder Makroaufnahmen darstellen, sollten nicht in die Geoinformationssysteme aufgenommen werden; sie konnten jedoch auf der persönlichen Seite des Nutzers verbleiben. Nach Überprüfung wurden die Bilder entsprechend gekennzeichnet (z. B. Dieses Foto wurde für Google Earth ausgewählt).
Nur Fotos, die mit Geodaten versehen sind, konnten für Google Maps, Google Earth oder Look Around ausgewählt werden.

### Weitere Funktionen
Neben der Geoinformation waren auch weitere Metadaten der Bilder einsehbar (z. B. Exif-Daten). Hochgeladene Bilder konnten mit Hilfe von Schlagwörtern (Tags) sortiert werden.
Kartenausschnitte neben den Einzelbildern boten die Möglichkeit, Bilder in der Nähe der ursprünglichen Aufnahme zu finden. Für vielfach fotografierte Orte stand eine Funktion zur Verfügung, mit der man Bilder aus verschiedenen Perspektiven oder Standorten betrachten konnte (look around).
Von 2009 bis 2012 stellte Panoramio eine iPhone-App bereit, mit der das Hochladen von Bildern von dem Smartphone möglich war.

### Lizenzen und Zugriffskontrolle
Panoramio gab an, dass die Bilder im Eigentum des Fotografen blieben, und bot den Nutzern verschiedene Lizenzen zur Auswahl (Vorbehalt aller Rechte oder gestaffelte Freigaben zur nicht-kommerziellen und kommerziellen Nutzung).
In den für Deutschland geltenden Nutzungsbedingungen räumte sich Google nur „die notwendigen, nicht-ausschließlichen und weltweiten, zeitlich unbegrenzten Rechte ein, diese Inhalte ausschließlich zum Zweck der Erbringung des jeweiligen Dienstes und lediglich in dem dafür nötigen Umfang zu nutzen.“ Diese Rechte endeten zu dem Zeitpunkt, zu dem der Nutzer ein Bild aus Panoramio entfernte. Andere deutschsprachige Nutzungsbedingungen räumten Google dagegen deutlich weitreichendere und unwiderrufliche Rechte an den Bildern ein.

## Forum
Panoramio stellte den Benutzern ein Forum in verschiedenen Sprachen zur Verfügung. Dort konnten sich Benutzer austauschen; insbesondere neue Benutzer fanden für aufkommende Fragen dort eine Anlaufstelle. Im englischsprachigen Forenbereich konnten Benutzer ihre Bilder nach Themen unterteilt anderen Forenmitgliedern vorstellen. Lesezugriff auf das Forum war für jeden frei; um Schreibberechtigung zu erlangen, war eine Anmeldung erforderlich. Zahlreiche Moderatoren achteten auf Einhaltung der Forenregeln.